# 沈梦雨 (活动人士)
沈梦雨（1992年—），中国工运人士。

## 生平
2015年中山大学统计系硕士毕业后成为广州日弘汽车配件厂工人。2018年参与佳士事件。 BBC报道称为“工运人士、现场声援团核心成员”。 活动家们说，她被安全部门官员关在宾馆，之后被带回家中监视。2019年1月21日，与岳昕等四名佳士工人声援团成员遭广东警方强迫视频认罪。